# Bristol Old Vic Theatre School
De Bristol Old Vic Theatre School is een Britse onderwijsinstelling in Bristol die in 1946 werd geopend door Laurence Olivier. De school is een door het theaterwezen gesponsorde instelling en bereidt studenten voor op een loopbaan als acteur, televisieproducent, kostuumontwerper en regisseur.
De school wordt geleid door ervaren docenten voor alle disciplines en heeft nauwe banden met het landelijke en plaatselijke bedrijfsleven. De school is gehuisvest in grote lokalen met uitzicht op de Clifton Downs en in de voormalige BBC Christchurch-studio's.
Deelnemers aan de school kunnen praktijk opdoen in de in Bristol gevestigde openbare theaters, met inbegrip van de Bristol Old Vic, Redgrave Theatre, Tobacco Factory en The Alma Pub Theatre.

## Bekende oud-studenten
- Brian Blessed
- Olivia Colman
- Annette Crosbie
- Daniel Day-Lewis
- Erin Doherty
- Oded Fehr
- Naomie Harris
- Jeremy Irons
- Theo James
- Alex Jennings
- Adrian Noble
- David Oakes
- Rupert Penry-Jones
- Pete Postlethwaite
- Miranda Richardson
- Greta Scacchi
- Ray Stevenson
- Patrick Stewart
- Trudie Styler
- Gene Wilder
- Olivia Williams
- Billy Howle